# Keerbergen
Keerbergen è un comune belga di 12 580 abitanti nelle Fiandre (Brabante Fiammingo).